# Reichsgau de Flandes
El reichsgau de Flandes (en alemán: reichsgau Flandern; en holandés: Rijksgouw Vlaanderen) fue un Reichsgau de corta duración de la Alemania nazi establecido en 1944. Abarcaba la actual región flamenca en sus antiguas fronteras provinciales (en otras palabras, incluyendo Comines-Warneton pero excluyendo Voeren), junto con los dos departamentos franceses de Nord y Pas-de-Calais. Bruselas también fue excluida y se le dio su propio ordenamiento territorial.
Cuando la Alemania nazi anexó el Reichskommissariat de Bélgica y el norte de Francia el 15 de diciembre de 1944, de todo el territorio del Reichsgau Flanders, solo la ciudad de Dunkerque estaba en manos alemanas, con el resto del Reichsgau bajo el control de Bélgica y Francia. Dunkerque sería liberada por los Aliados el 9 de mayo de 1945.

## Historia
Después de su invasión por Alemania en junio de 1940, Bélgica fue puesta inicialmente bajo un gobierno militar "temporal", a pesar de que facciones más radicales dentro del gobierno alemán, como las SS, instaban a la instalación de otro gobierno civil nazi, como se había hecho en Noruega y los Países Bajos. Se unió a los dos departamentos franceses de Nord y Pas-de-Calais (incluidos por el hecho de que parte de este territorio pertenecía a la Flandes germánica, así como por el hecho de que toda la región formaba una unidad económica integral) como la Administración Militar del Norte de Francia y Bélgica (Militärverwaltung in Belgien und Nordfrankreich).
A pesar de esta actitud intransigente en ese momento, se decidió que toda la zona debía asimilarse algún día en el Tercer Reich y dividirse en tres nuevos reichsgaue de un Gran Reich Alemán: Flandes y Brabante para los territorios flamencos, y Valonia para las partes valonas. El Reichsgau de Brabante iba a estar encabezado por el Gauleiter U. van Brusselen. El 12 de julio de 1944, se estableció el Reichskommissariat Belgien-Nordfrankreich para lograr precisamente este objetivo, derivado de la administración militar anterior. Curiosamente, este paso solo se dio al final de la Segunda Guerra Mundial, cuando los ejércitos de Alemania ya estaban en plena retirada. El nuevo gobierno ya fue derrotado por los avances aliados en Europa Occidental en septiembre de 1944, y se restauró la autoridad del gobierno belga en el exilio. La incorporación real al estado nazi de estas nuevas provincias, por lo tanto, solo se produjo de iure y con sus líderes ya en el exilio en Alemania. El único lugar donde se logró algún beneficio notable en el restablecimiento de la autoridad del Reich ocurrió en partes del sur de Valonia durante la batalla de las Ardenas. Los colaboradores simplemente lograron una victoria pírrica desde que los tanques aliados entraron en Bélgica varios meses antes, esto ya marcó el final de sus dominios personales en el Reich. Muchos de sus partidarios huyeron a Alemania, donde fueron reclutados por las Waffen-SS para participar en las últimas campañas militares del Tercer Reich.
En diciembre de 1944, Bélgica (incluyendo teóricamente los dos departamentos franceses) se dividió en el reichsgau de Flandes, el reichsgau de Valonia y el distrito de Bruselas, todos los cuales fueron nominalmente anexionados por el Gran Reich Alemán (excluyendo la provincia de Brabante). En Flandes, el partido DeVlag bajo la dirección de Jef van de Wiele se convirtió en el único partido político, en Valonia el Partido Rexista bajo la dirección de Léon Degrelle. Van de Wiele fue nombrado "líder nacional del pueblo flamenco" (Landsleider van het Vlaamsche volk) además de los títulos habituales de gauleiter und reichsstatthalter otorgados a los administradores regionales nazis alemanes. También se convirtió en el "Jefe del Comité de Liberación Flamenco" (Hoofd van het Vlaamsche Bevrijdingscomité).